# Tabanus accensus
Tabanus accensus är en tvåvingeart som beskrevs av Austen 1920. Tabanus accensus ingår i släktet Tabanus och familjen bromsar. Inga underarter finns listade i Catalogue of Life.